# Grenadier (Apfel)
Grenadier ist eine Sorte des Kulturapfels (Malus domestica). Der Apfel war Ende des 19. Jahrhunderts und Anfang des 20. Jahrhunderts als Kochapfel im Vereinigten Königreich verbreitet, findet sich seitdem aber nur noch selten. Der große grüne Apfel schmeckt würzig und saftig und zerfällt beim Kochen in ein schaumiges Mus. Da er bereits im August erntereif ist, ist er eine der frühen Apfelsorten.
Im Deutschen wird Grenadier auch manchmal als Synonym für eine andere Apfelsorte, die Rheinische Schafsnase verwendet.

## Beschreibung
Grenadier-Äpfel sind groß und rund bis abgeplattet. Die Rippen der grünen Frucht sind deutlich erkennbar. Im Laufe der Reife verfärbt sich der Apfel von einem frischen Hellgrün hin zu einem dunkleren gelblichen Grün. Die zahlreichen Lentizellen sind auffällig als grüne und braune Rostpunkte, am Kelchgrubenrand sind sie auch weiß. Der Apfel schmeckt würzig und leicht nach Honig. Sein Fruchtfleisch ist weiß mit leichtem Grünstich, saftig und feinzellig. Beim Kochen zerfällt er in ein goldgelbes schaumiges Mus, das sich insbesondere für die Zubereitung von Kuchen und Nachspeisen eignet.
Der Stiel ist kurz und dick. Der meist tief in der Stielgrube sitzende Stiel reicht nicht über diese hinaus.
Der Baum selbst wächst mäßig und bildet dabei ausladende Äste, die üppig an den Kurztrieben Früchte tragen.

## Geschichte
Grenadier wurde erstmals 1862 von George Bunyard öffentlich vorgestellt, wobei er zu diesem Zeitpunkt vermutlich bereits seit vielen Jahren gepflanzt wurde. Auf den Markt kam er 1875 und erhielt 1883 von der Royal Horticultural Society ein First Class Certificate, der Züchter wurde mit der Victoria Medal of Honour ausgezeichnet.

## Anbau
Der Ertrag von Grenadier ist reichlich. Dabei zeigt der Baum nur wenig Alternanz. Seine Pflückreife erlangt der Baum in Europa Mitte August, die Genussreife dauert von August bis Oktober. Der Apfel ist nur kurzzeitig lagerfähig.
Der Baum ist winterhart. Allerdings ist er unter den meisten Klimabedingungen anfällig für Obstbaumkrebs und Apfelschorf. Auch ist er anfällig für die Nordische Apfelwanze. Grenadier ist diploid und ein guter Befruchter. Teilweise ist er auch selbst-befruchtend.